# Van Stadens Pass
La passe Van Stadens ou Van Stadens Pass est située dans la province du Cap oriental en Afrique du Sud, sur la route nationale N2, entre Port Elizabeth et Humansdorp. C’est une passe qui se situe dans la gorge de la rivière Van Stadens.